# Антон Лосик
Анто́н Ло́сик (1872—?) — учитель, депутат Державної Думи II скликання від Чернігівської губернії.

## Біографія
За походженням — селянин. Початкову освіту отримав в початковому училищі, потім закінчив учительську семінарію і Глухівський учительський інститут. Служив народним учителем у Мінській губернії протягом 6 років. Учитель міського 3-класного училища. Ініціатор народних читань, лекцій, корисних народних розваг тощо.

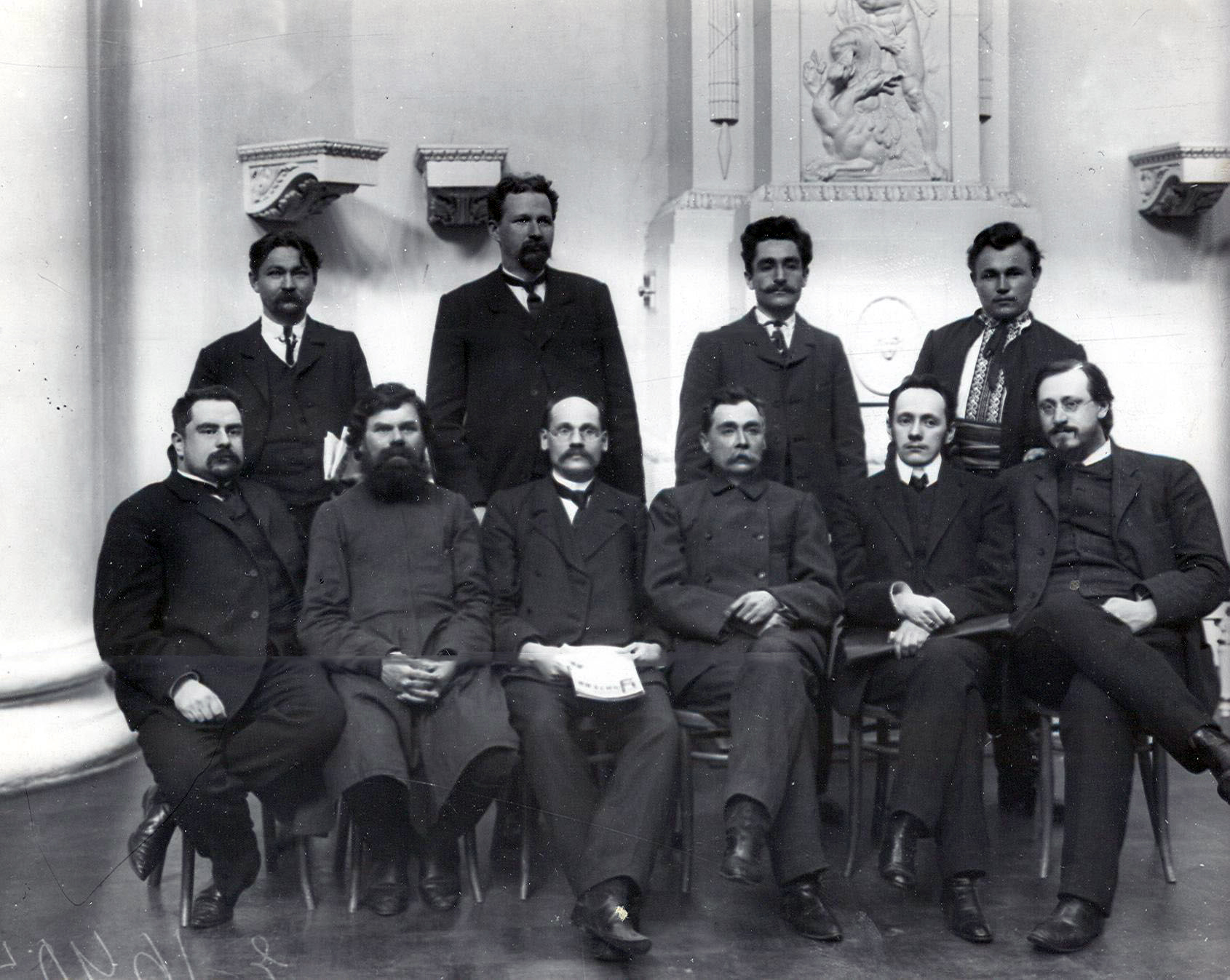
Члени Державної Думи II скликання від Чернігівської губернії. Стоять: Нечипір Дементьев, Микола Рубісов, Пилип Приходько, Василь Хвіст; сидять: Петро Юренєв, Тимофій Веремієнко, Антін Лосік, Павло Трофименко, Михайло Іскрицький, Василь Вовк-Карачевський

6 лютого 1907 обраний у Державну думу II скликання від Чернігівської губернії. Увійшов до складу Трудової групи і фракції Селянської спілки. Був членом думської комісії з допомоги безробітним і комісії з народної освіти.
Деталі подальшої долі і дата смерті невідомі.